# Distretto di Qamysty
Il distretto di Qamysty (in kazako: Қамысты ауданы) è un distretto (audan) del Kazakistan con  capoluogo Qamysty.